# بيتر أندرو جونز
بيتر أندرو جونز (بالإنجليزية: Peter Andrew Jones)‏ هو رسام توضيحي بريطاني، ولد في 14 ديسمبر 1951.

## وصلات خارجية
- الموقع الرسمي